# New Mexico Bowl 2024
Match précédent Match suivant
Le New Mexico Bowl 2024 est un match de football américain de niveau universitaire joué après la saison régulière de 2024, le 28 décembre 2024 à l'University Stadium situé à Albuquerque dans l'État du Nouveau-Mexique aux États-Unis.
Il s'agit de la 19e édition du New Mexico Bowl.
Le match met en présence l'équipe des Ragin' Cajuns de Louisiane issue de la Sun Belt Conference et l'équipe des Horned Frogs de TCU issue de la Big 12 Conference.
Il débute vers 12 h 15 locales (20 h 15 en France) et est retransmis à la télévision par ESPN.
Sponsorisé par la société Isleta Pueblo (en), le match est officiellement dénommé le 2024 Isleta New Mexico Bowl.
TCU remporte le match sur le score de 34 à 3.

## Présentation du match
Il s'agit de la 1re rencontre entre les deux équipes
| Équipes                                                                             | Logos | Couleurs | Conférences | Entraîneurs                         | Stats. saison rég. | Classements avant le bowl | Classements avant le bowl | Classements avant le bowl |
| ----------------------------------------------------------------------------------- | ----- | -------- | ----------- | ----------------------------------- | ------------------ | ------------------------- | ------------------------- | ------------------------- |
| Équipes                                                                             | Logos | Couleurs | Conférences | Entraîneurs                         | Stats. saison rég. | CFP                       | AP                        | Coaches                   |
| Ragin' Cajuns de Louisiane                                                          |       |          | Sun Belt    | Michael Desormeaux (en) (3e saison) | 10 - 3             | NC                        | NC                        | NC                        |
| Horned Frogs de TCU                                                                 |       |          | Big 12      | Sonny Dykes (en) (3e saison)        | 8 - 4              | NC                        | NC                        | NC                        |
| - Arbitre : Charles Lamertina (AAC) - Équipe donnée favorite par les bookmakers : ? |       |          |             |                                     |                    |                           |                           |                           |

### Ragin' Cajuns de Louisiane
Louisiana termine la saison régulière avec un bilan de 10 victoires et 2 défaites (7-1 en matchs de conférence).
Ils terminent la saison régulière classés 1er de la West Division de la Sun Belt Conference mais perdent la finale de conférence jouée contre les Marshall et comptent ainsi un bilan de 10 victoires et 3 défaites avant le bowl.
Les Ragin' Cajuns n'ont rencontré aucune équipe classée dans le Top 25 de l'AP.
À l'issue de la saison 2024 (bowl non compris), ils n'apparaissent pas dans les classements CFP, AP et Coaches.
Il s'agit de leur première participation au New Mexico Bowl et le 12e bowl de leur histoire.

### Horned Frogs de TCU
Texas Christian termine la saison régulière avec un bilan de 8 victoires et 4 défaites (6-3 en matchs de conférence) et terminent classés 6e de la Big 12 Conference.
Les Horned Grogs n'ont rencontré aucune équipe classée dans le Top 25 de l'AP.
À l'issue de la saison 2024 (bowl non compris), ils n'apparaissent pas dans les classements CFP, AP et Coaches.
Il s'agit de leur première participation au New Mexico Bowl et le 37e bowl de leur histoire.